# FK 아틀란타스
FK 아틀란타스(리투아니아어: Futbolo Klubas Atlantas Klaipėda)는 클라이페다를 연고로 하는 리투아니아의 축구 클럽이다. 현재는 A 리가에 참가하고 있다.
1962년 그라니타스(Granitas)라는 이름으로 창단되었으며 1993년에는 팀 이름을 PSK 아라스(PSK Aras)로 변경했다. 1996년 축구 클럽 FK 시리유스 클라이페다(FK Sirijus Klaipėda)를 합병하면서 팀 이름을 지금과 같은 이름으로 변경하여 오늘에 이른다. "아틀란타스"(Atlantas)는 리투아니아어로 "대서양"을 뜻한다.

## 성적
- 리투아니아 컵: 우승 6회 (1977, 1981, 1983, 1986, 2001, 2003)
- 리투아니아 SSR 축구 선수권 대회: 우승 4회 (1978, 1980, 1981, 1984)